# 鶴岡市議会
鶴岡市議会（つるおかしぎかい）は、山形県鶴岡市の地方議会である。

## 概要
- 定数：28人
- 任期：4年。議会解散が実施されれば任期満了前であっても議員任期は終了する。
- 前回選挙：2021年10月10日選挙[1]

- 選挙区：市全体を1選挙区とする大選挙区制（単記非移譲式）
- 所在地：山形県鶴岡市馬場町9番25号（鶴岡市役所内）
- 議長： 尾形昌彦
- 副議長：石井清則
- 主な仕事：審議、議決、一般質問、代表質問、同意、市政のチェック、請願や陳情の審査、意見書の提出、調査研究、充て職、行政行事出席、行政視察等

### 委員会
- 議会運営委員会
- 広報広聴委員会

#### 常任委員会
- 総務常任委員会
- 市民文教常任委員会
- 厚生常任委員会
- 産業建設常任委員会

#### 特別委員会
- 予算特別委員会
- 決算特別委員会
- 高速交通等対策特別委員会
- 議会改革特別委員会
- 人口減少・地域活性化対策特別委員会

### 定例会
- 3月、6月、9月、12月

### 事務局
- 議会事務局

## 会派
| 会派名               | 議員数 | 所属党派           | 議員名（◎は代表者）                                                                           | 女性議員数 |
| -------------------- | ------ | ------------------ | --------------------------------------------------------------------------------------------- | ---------- |
| 創政クラブ           | 9      | 無所属 国民民主党1 | ◎五十嵐一彦、佐藤昌哉、本間正芳、佐藤博幸、佐藤久樹、小野由夫、本間新兵衛、深谷耕一、尾形昌彦 | 0          |
| 日本共産党鶴岡市議団 | 4      | 日本共産党         | ◎菅井巌、坂本昌栄、長谷川剛、加藤鑛一                                                         | 1          |
| 鶴岡市議会公明党     | 3      | 公明党             | ◎黒井浩之、秋葉雄、富樫正毅                                                                   | 0          |
| 市民の声・鶴岡       | 2      | 無所属             | ◎草島進一、遠藤初子                                                                           | 1          |
| 市民フォーラム       | 2      | 無所属             | ◎工藤博、石井清則                                                                             | 0          |
| SDGs鶴ケ丘           | 2      | 無所属             | ◎田中宏、南波純                                                                               | 0          |
| 希望のつどい         | 2      | 無所属             | ◎佐藤麻里、中沢深雪                                                                           | 2          |
| リベラル             | 2      | 無所属             | ◎阿部寛、本間信一                                                                             | 0          |
| 計                   | 26     |                    |                                                                                               | 4          |

（2024年6月4日現在）

## 議員報酬等
| 役職   | 議員報酬        | 政務活動費 |
| ------ | --------------- | ---------- |
| 議長   | 月額 51万0000円 | 月額 3万円 |
| 副議長 | 月額 47万0000円 | 月額 3万円 |
| 議員   | 月額 44万5000円 | 月額 3万円 |

- 別途、年2回期末手当あり
- 政務活動費の残金は市に返還する義務がある
- 議員年金は2011年（平成23年）6月1日で廃止されている

## 議会出身者
- 中野悌治（元衆議院議員）
- 榎本政規（元鶴岡市長）
- 国井重典（元鶴岡市長）
- 金野岩治（元鶴岡市長）
- 伊藤恭太郎（鶴岡市医師会元会長）